# Clark Gregg
Clark Gregg (Boston, 2 april 1962) is een Amerikaans acteur. Hij won in 2000 een National Board of Review Award samen met de gehele cast van de tragikomedie State and Main. Datzelfde jaar werd hij persoonlijk genomineerd voor een Independent Spirit Award voor zijn bijrol in de eveneens tragikomedie The Adventures of Sebastian Cole. Gregg debuteerde in 2008 als regisseur met de boekverfilming Choke, waarvoor hij in die functie werd genomineerd voor de juryprijs op het Sundance Film Festival 2008.
Gregg debuteerde in 1988 op het witte doek met een naamloos rolletje in de misdaadkomedie Things Change. Dat bleek voor hem de eerste van meer dan dertig filmrollen. In de meeste daarvan speelt hij een bijpersonage. Daarnaast speelde Gregg wederkerende personages in verschillende televisieseries. Zijn meest omvangrijke rol daarin is die in de komedieserie The New Adventures of Old Christine. Daarvan nam hij sinds maart 2006 meer dan 85 afleveringen op als het personage Richard Campbell. 
Gregg is voornamelijk bekend om zijn rol als S.H.I.E.L.D.-agent Phil Coulson in het Marvel Cinematic Universe. Hij verscheen in Iron Man, Iron Man 2, Thor, The Avengers en Captain Marvel. In 2013 kreeg zijn personage een eigen spin-offreeks, Agents of S.H.I.E.L.D., Gregg vertolkte Coulson voor 115 afleveringen, van 2013 tot 2020. Ook verscheen Gregg in twee Marvel One-Shots genaamd The Consultant en A Funny Thing Happened on the Way to Thor's Hammer.
Naast het acteren probeert Gregg spaarzaam andere taken in de filmwereld uit. Zo deed hij in 2000 voor het eerst dienst als scenarioschrijver, toen hij meeschreef aan de thriller What Lies Beneath. Het scenario voor zijn regiedebuut Choke schreef hij zelfstandig, maar hij baseerde het verhaal daarvan wel op dat uit het gelijknamige boek van Chuck Palahniuk.
Gregg trouwde op 21 juli 2001 met actrice Jennifer Grey. In december van datzelfde jaar werd hun dochter Stella geboren. Het paar was in 2006 samen te zien in de televisieserie Road to Christmas.

## Filmografie
*Exclusief televisiefilms
| - Captain Marvel (2019) - Trust Me (2013) (ook regie en script) - The Avengers (2012) - Mr. Popper's Penguins (2011) - Thor (2011) - Iron Man 2 (2010) - (500) Days of Summer (2009) - Iron Man (2008) - Choke (2008) (ook regie en script) - The Air I Breathe (2007) - In the Land of Women (2007) - Hoot (2006) - Bickford Shmeckler's Cool Ideas (2006) - When a Stranger Calls (2006) - In Good Company (2004) - In Enemy Hands (2004) - Spartan (2004) - The Human Stain (2003) - 11:14 (2003) | - Northfork (2003) - We Were Soldiers (2002) - One Hour Photo (2002) - Lovely & Amazing (2001) - Artificial Intelligence: A.I. (2001) - State and Main (2000) - Magnolia (1999) - The Adventures of Sebastian Cole (1998) - Six Ways to Sunday (1997) - The Spanish Prisoner (1997) - The Last Time I Committed Suicide (1997) - Above Suspicion (1995) - The Usual Suspects (1995) - Clear and Present Danger (1994) - I Love Trouble (1994) - Ride Me (1994) - Lana in Love (1992) - Fat Man and Little Boy (1989) - Things Change (1988) |

## Televisieseries
*Exclusief eenmalige gastrollen
- What If...? - Agent Coulson (stem) (2021-2024, drie afleveringen)
- Agents of S.H.I.E.L.D. - Agent Coulson (2013-2020, 115 afleveringen)
- The New Adventures of Old Christine - Richard Campbell (85+ afleveringen sinds maart 2006)
- The Shield - William Faulks (2004, twee afleveringen)
- The West Wing - FBI-Special Agent Michael Casper (2001-2004, acht afleveringen)
- Sports Night - The Stranger - Calvin Trager (2000, twee afleveringen)
- The Commish - Tom Cannon (1995, twee afleveringen)